# Mongaillardia magna
Mongaillardia magna är en kvalsterart som beskrevs av Wallwork 1977. Mongaillardia magna ingår i släktet Mongaillardia och familjen Amerobelbidae. Inga underarter finns listade i Catalogue of Life.